# عام عوفيد

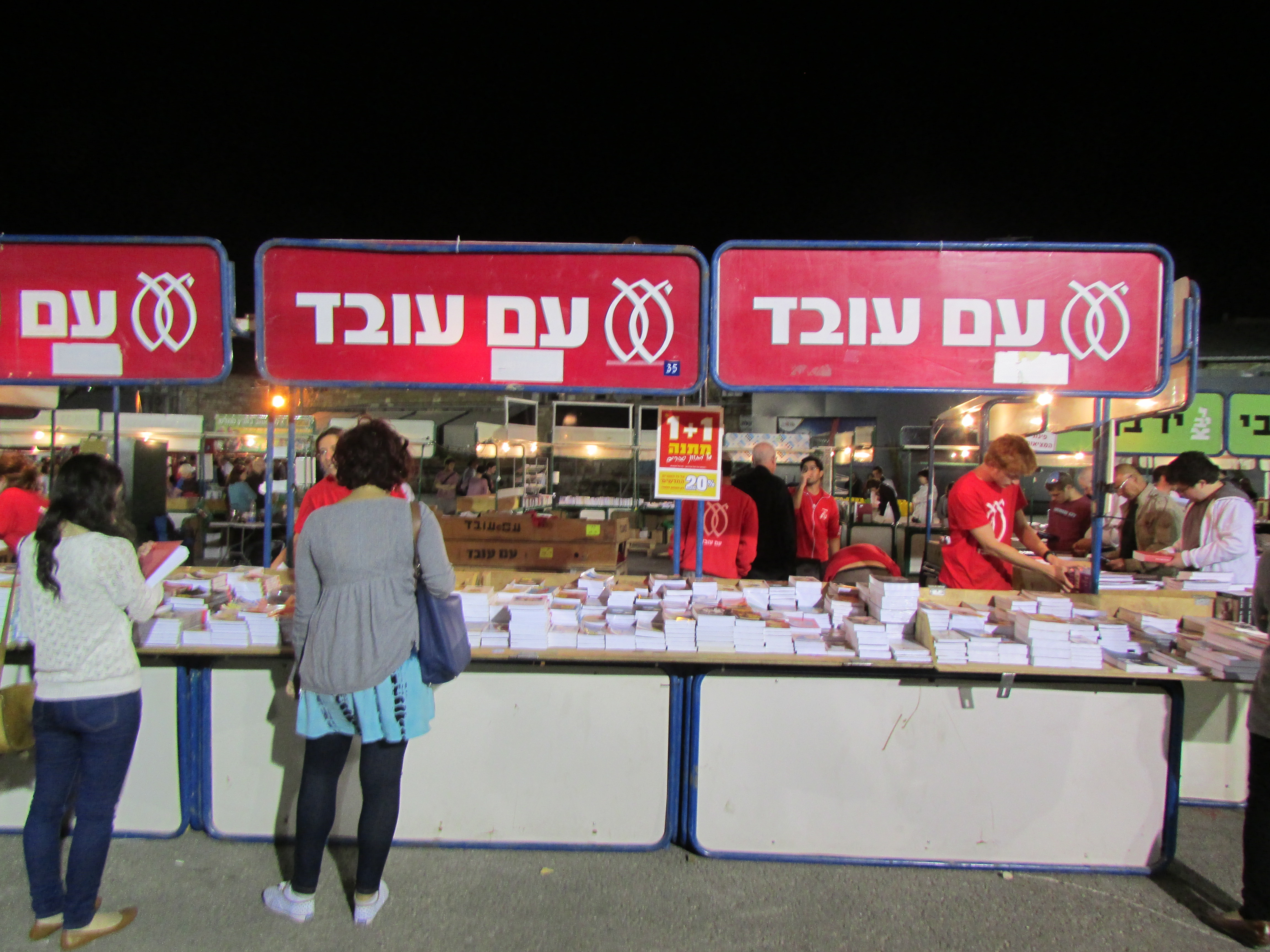
منصة عرض لدار نشر عام عوفيد في أسبوع الكتاب العبري

عام عوفيد (بالعبرية עם עובד ومعناها«شعب عامل») هي دار نشر إسرائيلية.

## تاريخ
تأسست دار نشر «عام عوفيد» في عام 1942 على يد بيرل كاتسنيلسون، الذي كان أول رئيس تحرير لها. وأنشأت كمؤسسة تابعة للهستدروت وهو الاتحاد العام لنقابات العمال في إسرائيل، بهدف نشر الكتب التي «تلبي الاحتياجات الروحية للجمهور العامل». تسعى عام عوفيد اليوم إلى «إثراء التجربة الثقافية لقراء العبرية من جميع مناحي الحياة بكتب عالية الجودة وجذابة على نطاق واسع في مجموعة واسعة ومتنوعة من الأنواع».
عام عوفيد هي إحدى دور النشر الرائدة في إسرائيل، حيث تصدر ما يقرب من 100 عنوان جديد سنويًا، بالإضافة إلى 250 عنوان يعاد طبعها لكلاسيكيات الأدب العبري والأدب العالمي المترجم.  أشهر سلسلتها هي «سفرياه لعام» (مكتبة الشعب)، وهي سلسلة من الروايات ذات الغلاف الورقي، تشبه في كثير من النواحي الكتب من دار نشر بنغوين الأمريكية.